# Marine City (Míchigan)
Marine City es una ciudad ubicada en el condado de St. Clair en el estado estadounidense de Míchigan. En el Censo de 2010 tenía una población de 4248 habitantes y una densidad poblacional de 667,28 personas por km².

## Geografía
Marine City se encuentra ubicada en las coordenadas 42°42′52″N 82°30′12″O / 42.71444, -82.50333. Según la Oficina del Censo de los Estados Unidos, Marine City tiene una superficie total de 6.37 km², de la cual 5.56 km² corresponden a tierra firme y (12.65%) 0.81 km² es agua.

## Demografía
Según el censo de 2010, había 4248 personas residiendo en Marine City. La densidad de población era de 667,28 hab./km². De los 4248 habitantes, Marine City estaba compuesto por el 96.75% blancos, el 0.26% eran afroamericanos, el 0.71% eran amerindios, el 0.24% eran asiáticos, el 0% eran isleños del Pacífico, el 0.47% eran de otras razas y el 1.58% pertenecían a dos o más razas. Del total de la población el 1.69% eran hispanos o latinos de cualquier raza.